# Mark Bailey (rugby à XV)
Pour les articles homonymes, voir Bailey et Mark Bailey.
Mark David Bailey, né le 21 novembre 1960 à Castleford (Angleterre), est un joueur de rugby à XV, qui joue avec l'équipe d'Angleterre de 1984 à 1990, évoluant au poste d'ailier.

## Carrière
Il a eu sa première cape internationale le 2 juin 1984, à l’occasion d’un match contre l'équipe d'Afrique du Sud.

## Palmarès
- 7 sélections avec l'équipe d'Angleterre
- Sélections par année : 2 en 1984, 1 en 1987, 1 en 1989, 3 en 1990
- Participation à la Coupe du monde de rugby 1987 (1 match, 1 comme titulaire)